# Северина, Ксандер
Ксандер Давид Северина (нидерл. Xander David Severina; род. 12 апреля 2001, Нидерланды) — кюрасосский футболист, нападающий клуба «Маккаби» (Хайфа)" и сборной Кюрасао.

## Клубная карьера
Северина — воспитанник клубов «Спарта (Роттердам)», «Куик Ден Хааг» и АДО Ден Хааг. 4 апреля 2021 года в матче против «Утрехта» он дебютировал в Эредивизи в составе последнего. По итогам сезона клуб вылетел из элиты, но игрок остался в команде. 13 августа в матче против «Волендама» он дебютировал в Эрстедивизи. 28 августа 2022 года в поединке против «Йонг Аякса» Ксандер сделал «дубль», забив свои первые голы за АДО Ден Хааг.
Летом 2023 года Северина перешёл в белградский «Партизан», подписав с клубом трёхлетний контракт.

## Международная карьера
29 марта 2023 года в товарищеском матче против сборной Аргентины Северина дебютировал за сборную Кюрасао.